# مسواک الکتریکی

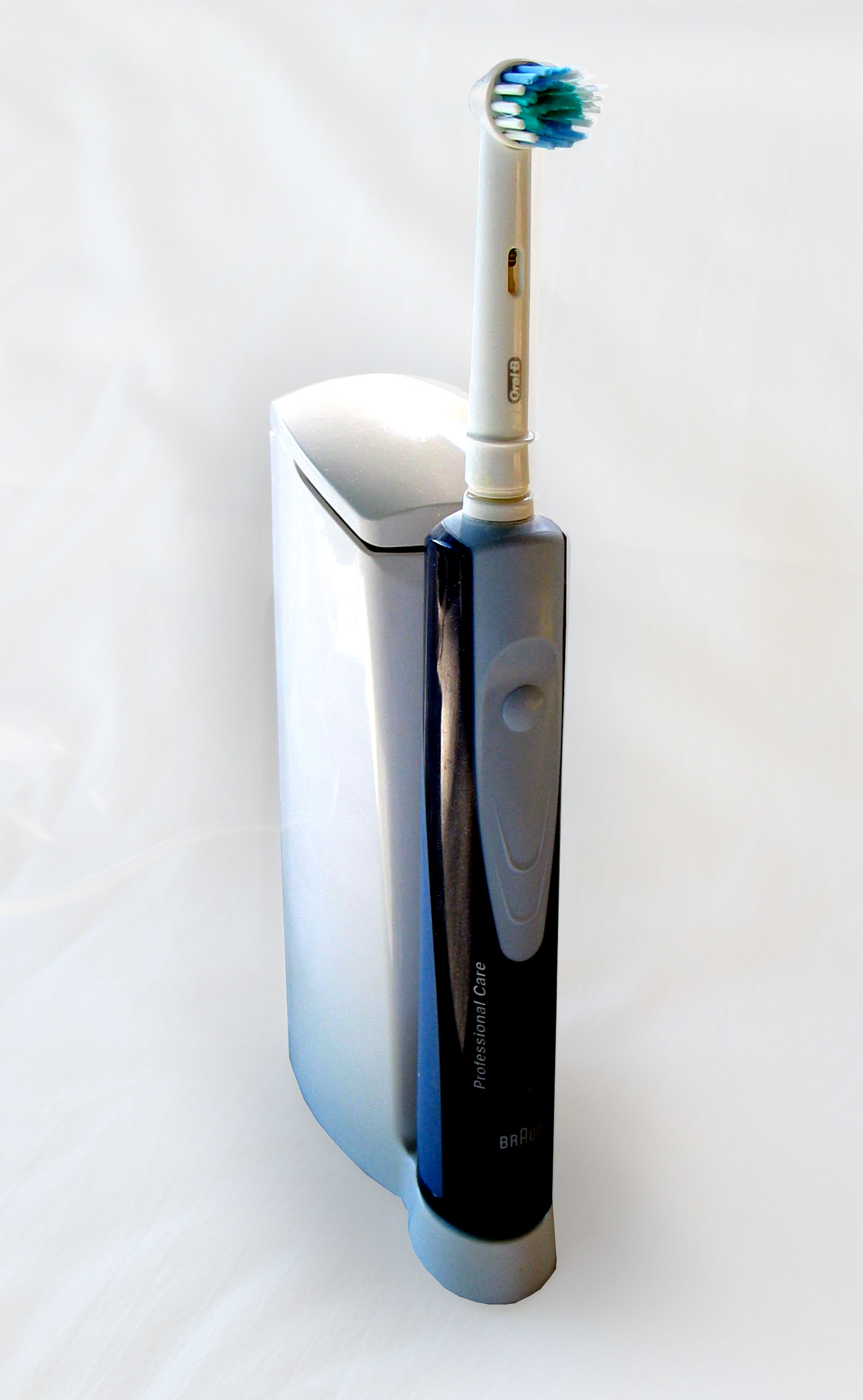
مسواک الکتریکی

مسواک الکتریکی مسواکی است که با نیروی الکتریسیته برای حرکت دادن نوسانی و ارتعاشی سر مسواک کار می‌کند. این نوع مسواک به مسواک چرخشی هم معروف است.
مسواک‌هایی که با برق یا باتری کار می‌کنند، قدرت پاک‌کنندگی بیشتری دارند چون با شدت و قدرت مناسبی دندان‌ها را تمیز می‌کنند.

## پیشینه
در حدود سال‌های ۱۹۴۰ اولین مسواک‌های برقی به شکل کنونی در سوییس ساخته شد و ۲۰ سال بعد در آمریکا این نوع مسواک‌ها با تولید انبوه به بازار عرضه شدند. در این نوع مسواک‌ها قسمت باتری‌دار یا قسمتی که باید شارژ شود، به‌طور کامل بسته می‌شد تا از نفوذ در امان باشند و مشکلی برای مصرف‌کننده پیش نیاید.
در آن زمان مسواک‌های الکتریکی فقط برای استفاده افرادی بود که دارای محدودیت حرکتی و اوتیسم بودند یا ارتودنسی کرده بودند.